# Danaja (Correggio)
Danaja je slika italijanskega renesančnega umetnika Correggia, ki je nastala okoli leta 1531 in je zdaj v galeriji Borghese v Rimu.

## Zgodovina
Delo je naročil vojvoda Mantove Federico II. Gonzaga, kot del serije, ki prikazuje Jupitrove ljubezni, morda namenjene Ovidovi dvorani v palači Te v Mantovi. Po Federicovi smrti je šla v Španijo.
Leta 1584 slikar Giovanni Paolo Lomazzo omenja platno v Milanu, kot del zbirke kiparja Leoneja Leonija. Njegov sin Pompeo Leoni jo je prodal cesarju Rudolfu II. (1601–1603); pozneje jo je skupaj s Correggievo Ledo in labodom iz Prage v Stockholm kot vojni plen prinesel švedski kralj Gustav II. Adolf. Njegova hči Christina je po abdikaciji prinesla platno s seboj v Rim. Po njeni smrti ga je podedoval kardinal Decio Azzolino, nato pa je bila v lasti Livia Odescalchija, vojvode Braccianskega, nato pa francoskega regenta Filipa II. Orléanskega.
Skupaj z večino družinske zbirke Orléans je bila leta 1792 prodana v Anglijo, kjer je bila v lasti vojvode Bridgewaterja in Henryja Hopa, dokler je ni leta 1827 v Parizu pridobil princ Camillo Borghese za svojo rimsko zbirko.

## Analiza
Slika prikazuje grško mitološko figuro Danajo, hčer Akrizija, kralja Argosa. Potem ko je orakelj napovedal, da bo Akrizija ubil njen sin, jo je dal zapreti v bronasti stolp. Vendar, kot je povedal rimski pesnik Ovid v svojih Metamorfozah, jo je Jupiter dosegel v obliki zlatega dežja, jo oplodil in jo naredil za mamo Perzeju.
Correggio upodablja Danajo, ki leži na postelji, medtem ko jo otrok Eros sleče, ko iz oblaka dežuje zlato. Ob vznožju postelje dva putta preizkušata zlato in svinčene puščice proti preizkusnemu kamnu.